# Christopher Luxon
Christopher Mark Luxon (/ˈlʌksən/; sinh ngày 19 tháng 7 năm 1970) là một chính trị gia và cựu giám đốc điều hành người New Zealand, ông giữ chức thủ tướng thứ 42 của New Zealand từ năm 2023, trước đây là lãnh đạo phe đối lập từ năm 2021 đến năm 2023 và là lãnh đạo Đảng Quốc gia từ năm 2021. Ông là nghị sĩ Quốc hội (MP) đại diện Botany từ năm 2020. Ông là giám đốc điều hành (CEO) của Air New Zealand từ năm 2012 đến năm 2019.